# Gustaf von Arbin
Gustaf Magnus von Arbin, född 8 december 1818 i Kristianstad, död 18 oktober 1883 i Helsingborg, var en svensk militär.
Gustaf von Arbin var son till generalfälttygsmästaren Axel Gustaf von Arbin och Sofia Dorotea Lundgren. Han avlade studentexamen 1835, blev sergeant 1836 och underlöjtnant vid Vendes artilleriregemente 1837. 1846 blev von Arbin löjtnant, 1854 kapten, 1866 major och 1871 överste och chef för Vendes artilleriregemente. Han erhöll avsked 1881.
Gustaf von Arbin blev riddare av Svärdsorden 1863, riddare av danska Dannebrogorden 1865 samt kommendör av Svärdordens första klass 1880.